# Massaria gigaspora
Massaria gigaspora är en svampart som beskrevs av Fuckel 1874. Massaria gigaspora ingår i släktet Massaria och familjen Massariaceae.   Inga underarter finns listade i Catalogue of Life.